# Daimler Motor Company
Daimler Company Limited (произн. Дѐймлер), преди 1910 г. известна като Daimler Motor Company Limited, е независим британски производител на моторни превозни средства, основан през 1896 г. в Лондон от Хенри Дж. Лоусън, който създава своя производствена база в Ковънтри. Компанията купува правото за използване на името Daimler едновременно от Готлиб Даймлер и от Daimler-Motoren-Gesellschaft във връзка с купуване на техен патент за двигатели. Daimler Motor Company никога не е принадлежала на едноименната немска компания. След ранни финансови затруднения и реорганизация на компанията през 1904 г. Daimler Motor Company е закупена от Birmingham Small Arms Company (BSA) през 1910 г., която произвежда коли и под свое име преди Втората световна война.
През 1902 г. Daimler получава от Едуард VII кралска заповед за официален доставчик на автомобили за британския монарх. През 50-те години на XX век тази привилегия е отнета от Daimler и е дадена на Rolls-Royce.
Daimler се опитва да разшири привлекателността си през 50-те години на миналия век с линия от по-малки коли в единия край и разкошни шоу коли в другия. BSA продава Daimler на Jaguar Cars през 1960 г., а Jaguar за кратко продължава линията на Daimler, добавяйки Daimler вариант на своя спортен седан Mark II. След това Jaguar се слива с British Motor Corporation през 1966 г. и British Leyland през 1968 г. При управлението на тези компании Daimler дава първокласно ниво на оборудване за автомобилите Jaguar с изключение на лимузината Daimler DS420 от 1968 – 1992 г., която няма еквивалент на Jaguar, въпреки че е изцяло базирана на Jaguar. Когато Jaguar Cars се отделя от British Leyland през 1984 г., тя запазва името на компанията и марката Daimler.
През 1990 г. Ford Motor Company купува Jaguar Cars. Ford спира да използва марката Daimler през 2009 г., когато сваля от производство последните модели X358 Daimler. Jaguar Cars остават собственост на Ford (през 2000 г. Ford купува и Land Rover), докато през 2008 г. и Jaguar, и Land Rover са продадени на Tata Motors, които създават Jaguar Land Rover като дъщерно холдингово дружество. През 2013 г. Jaguar Cars е обединена с Land Rover, за да образува Jaguar Land Rover Limited, а правата върху автомобилната марка Daimler са прехвърлени на новосформирания британски мултинационален автомобилен производител Jaguar Land Rover.